# Flatonia
Flatonia és una població dels Estats Units a l'estat de Texas. Segons el cens del 2000 tenia 1.377 habitants.

## Demografia
Segons el cens del 2000, Flatonia tenia 1.377 habitants, 504 habitatges, i 347 famílies. La densitat de població era de 328,2 habitants/km².
Dels 504 habitatges en un 33,3% hi vivien nens de menys de 18 anys, en un 52,4% hi vivien parelles casades, en un 11,9% dones solteres, i en un 31% no eren unitats familiars. En el 27,4% dels habitatges hi vivien persones soles el 15,1% de les quals corresponia a persones de 65 anys o més que vivien soles. El nombre mitjà de persones vivint en cada habitatge era de 2,62 i el nombre mitjà de persones que vivien en cada família era de 3,21.
Per edats la població es repartia de la següent manera: un 26,9% tenia menys de 18 anys, un 8,2% entre 18 i 24, un 25,4% entre 25 i 44, un 20,5% de 45 a 60 i un 19% 65 anys o més.
L'edat mediana era de 38 anys. Per cada 100 dones de 18 o més anys hi havia 91,8 homes.
La renda mediana per habitatge era de 27.000 $ i la renda mediana per família de 31.471 $. Els homes tenien una renda mediana de 23.700 $ mentre que les dones 16.429 $. La renda per capita de la població era de 12.329 $. Aproximadament el 18,9% de les famílies i el 23,4% de la població estaven per davall del llindar de pobresa.

## Poblacions més properes
El següent diagrama mostra les poblacions més properes.